# Nouvron-Vingré
 Nouvron-Vingré  là một xã ở tỉnh Aisne, vùng Hauts-de-France thuộc miền bắc nước Pháp.